# Synagoge Rimbach (Odenwald)

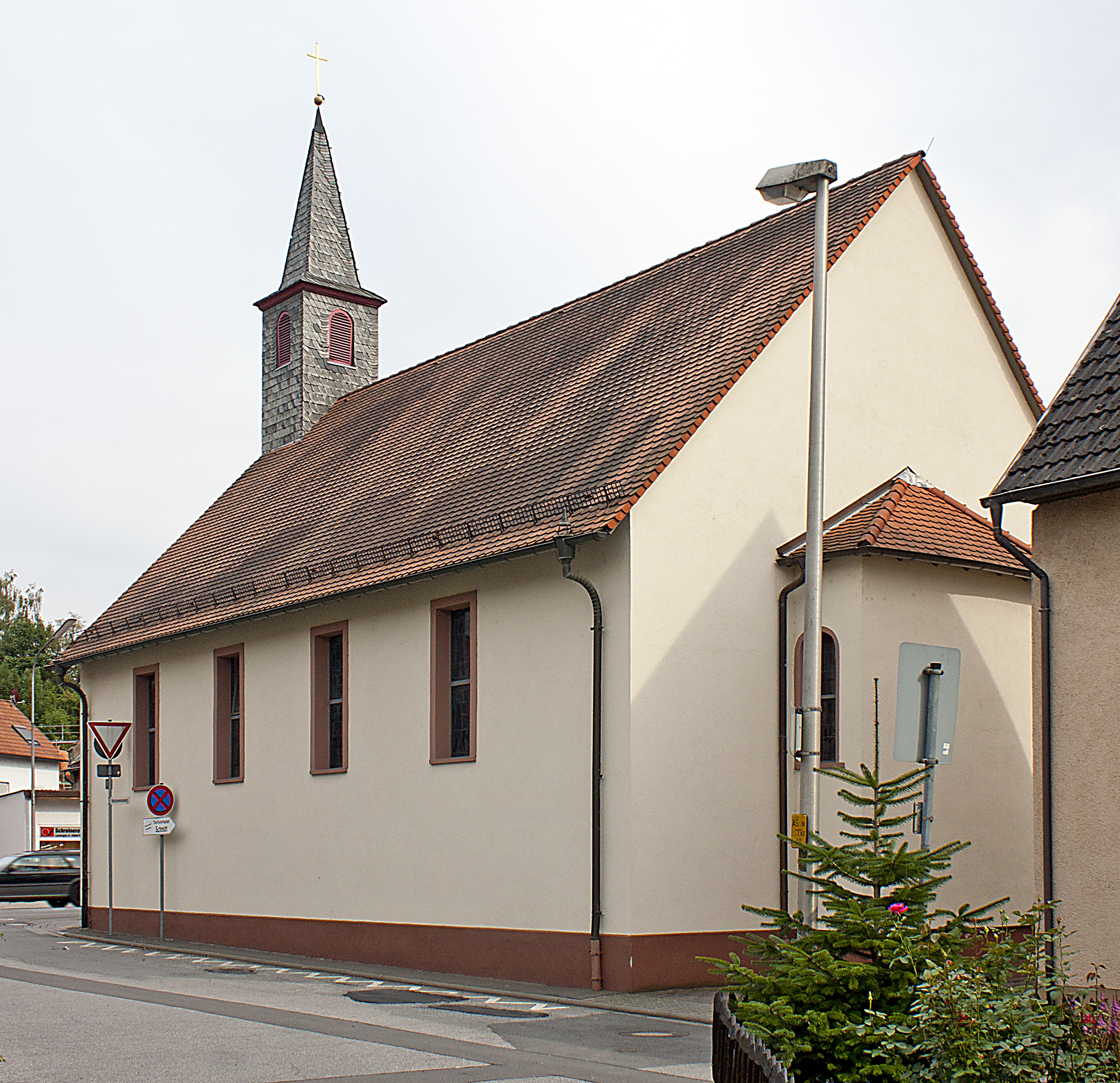
Ehemalige Synagoge in Rimbach, heute katholische Kirche St. Elisabeth

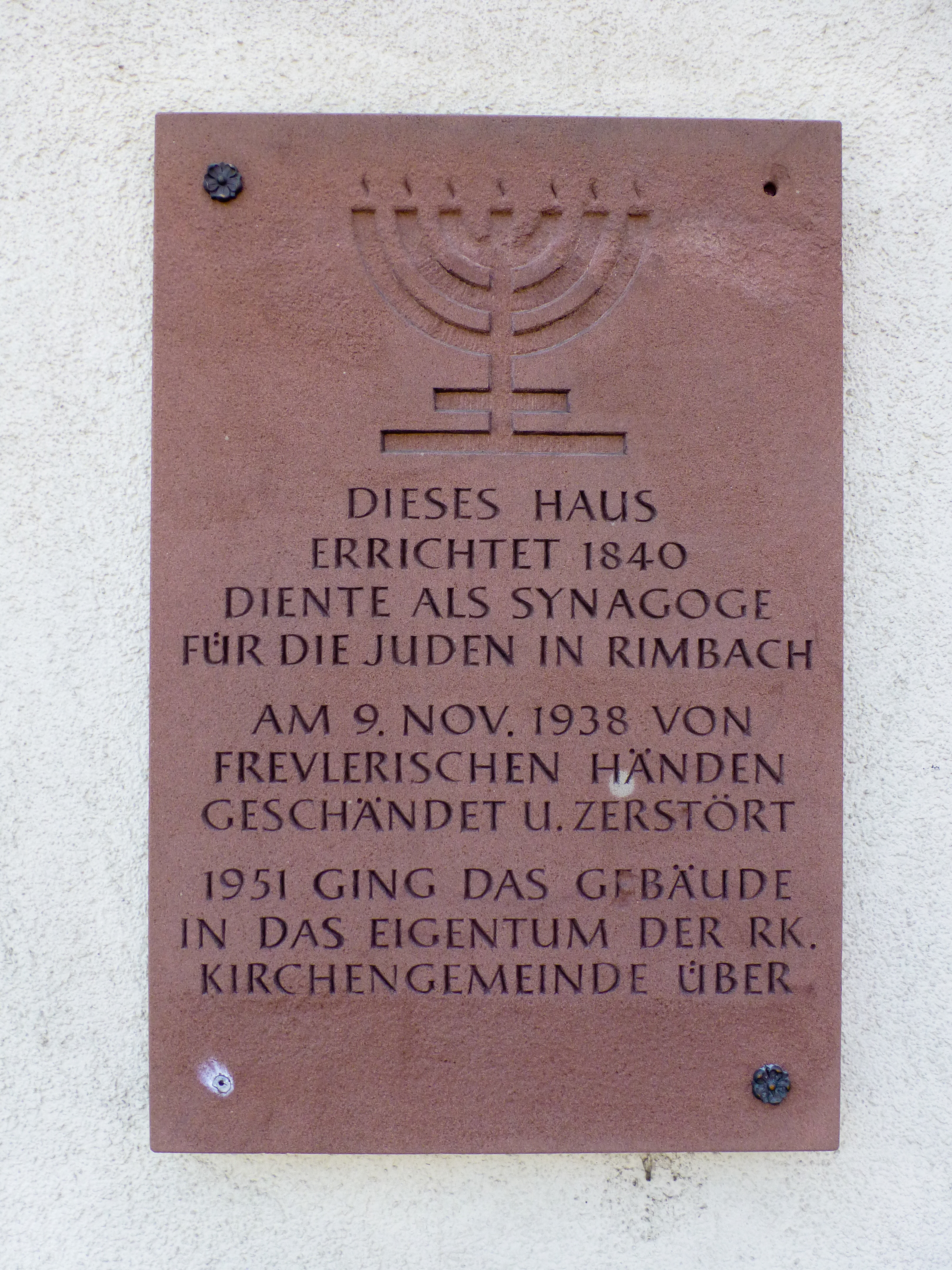
Gedenktafel

Die Synagoge in Rimbach, einer Gemeinde im hessischen Landkreis Bergstraße, wurde von 1835 bis 1840 errichtet. Die profanierte Synagoge und heutige katholische Kirche St. Elisabeth steht an der Kreuzung zwischen Hauptstraße und Heinzenwiesenweg.

## Geschichte und Beschreibung
Um 1830 war die alte Synagoge zu klein geworden, sodass die jüdische Gemeinde Rimbach einen Neubau plante. Sie erwarb eines der Hofhäuser und begann um 1835 mit dessen Umbau zu einer Synagoge, die 1840 eingeweiht wurde. 
Der Saalbau mit Satteldach hatte einen Grundriss von 17 × 10,5 Metern. Der Zugang lag im Heinzenwiesenweg. Ein Treppenaufgang führte vom Synagogenvorraum zur Frauenempore. Im Betraum gab es 120 Sitzplätze für Männer und auf der Empore 84 Sitzplätze für Frauen.

## Zeit des Nationalsozialismus
Beim Novemberpogrom 1938 wurde die Synagoge geschändet und im Inneren völlig verwüstet. Die jüdische Gemeinde wurde gezwungen, das Synagogengebäude zu einem geringen Preis an die Ortsgemeinde zu verkaufen, die das Synagogengebäude als Feuerwehrgerätehaus zweckentfremdete. 
Nach Klärung des Restitutionsverfahrens kam das Synagogengebäude 1951 in den Besitz der katholischen Kirchengemeinde, die es 1952/53 zu einer katholischen Kirche umbaute und dadurch völlig veränderte.  

## Gedenken
Eine Gedenktafel wurde neben dem Eingang der heutigen Kirche angebracht. 